# 褚向
褚向（ちょ きょう、生没年不詳）は、南朝梁の官僚。字は景政。本貫は河南郡陽翟県。

## 経歴
褚蓁（褚湛之の子の褚淵の子）の子として生まれた。数歳のときに父母が相次いで死去すると、褚向は喪に服して、哀毀すること成人のようであったため、親族たちに珍しく思われた。成長すると、広く学問してふるまいが上品であり、器量が大きかった。梁の武帝が即位すると、褚向は国子生に選抜された。秘書郎を初任とし、太子舎人・尚書殿中郎に転じた。安成郡内史として出向した。建康に召還されて太子洗馬・太子中舎人となり、太尉従事中郎・黄門侍郎・鎮右豫章王長史を歴任した。ほどなく長兼侍中として入朝した。褚向は立ち居振る舞いが美しく、眉目が小さく、朝廷に並ぶたびに人々の羨望の的となった。後に寧遠将軍・北中郎廬陵王長史として出向した。在官のまま死去した。
子に褚翔があった。

## 伝記資料
- 『梁書』巻41 列伝第35
- 『南史』巻28 列伝第18